# آمنة بنت عتيبة
آمنة بنت عُتَيبة هي أم البنين وابنة عتيبة بن الحارث التميمي، وهي شاعرة جاهلية من الشواعر البليغات، وعلى أنَّ شِعرها الذي وَصل إلينا قليل، إلا أنَّه يوصف بالبلاغة، ومنه رثائها والدها يوم مقتله، تقول: